# 西白井駅

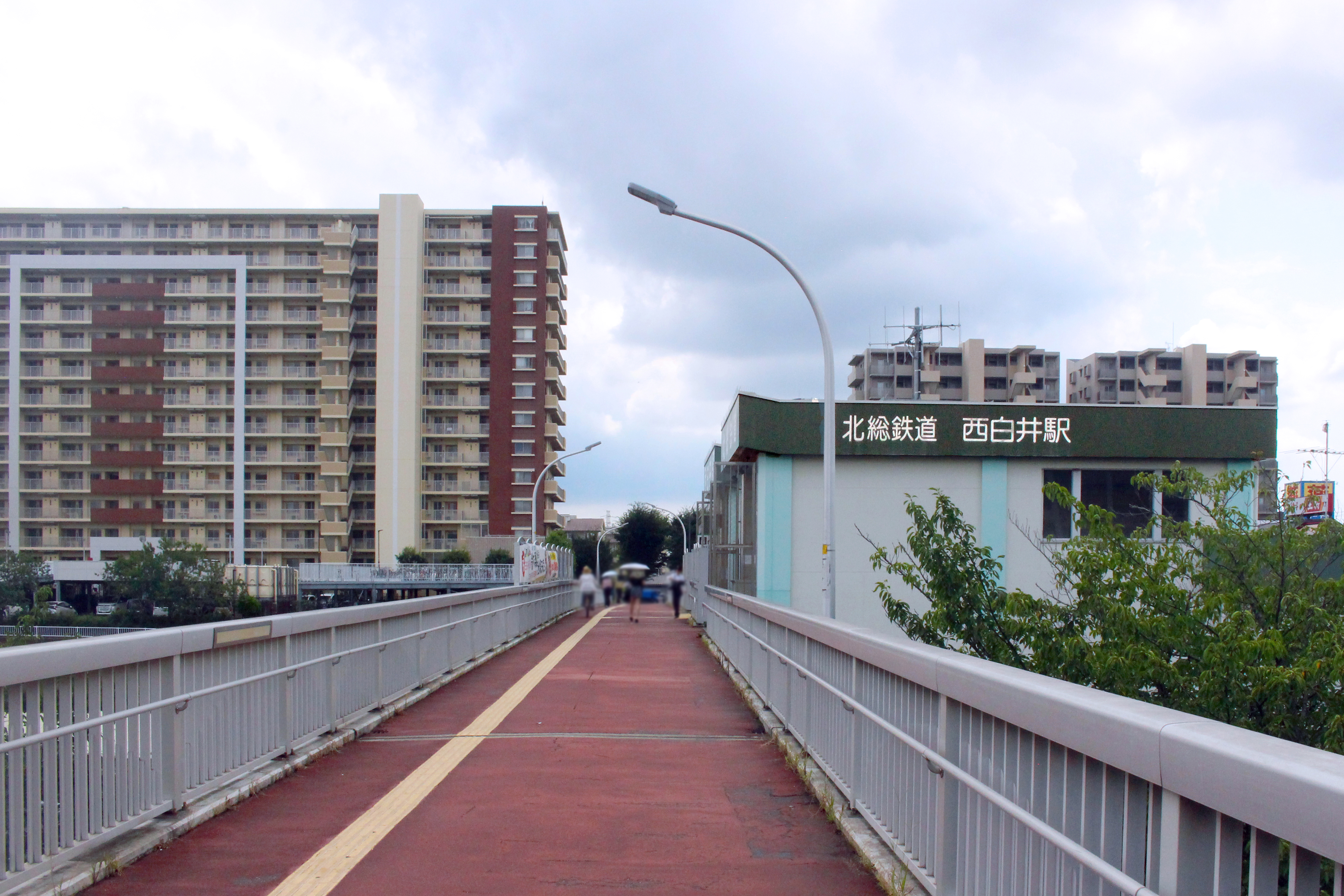
北口（2024年8月）

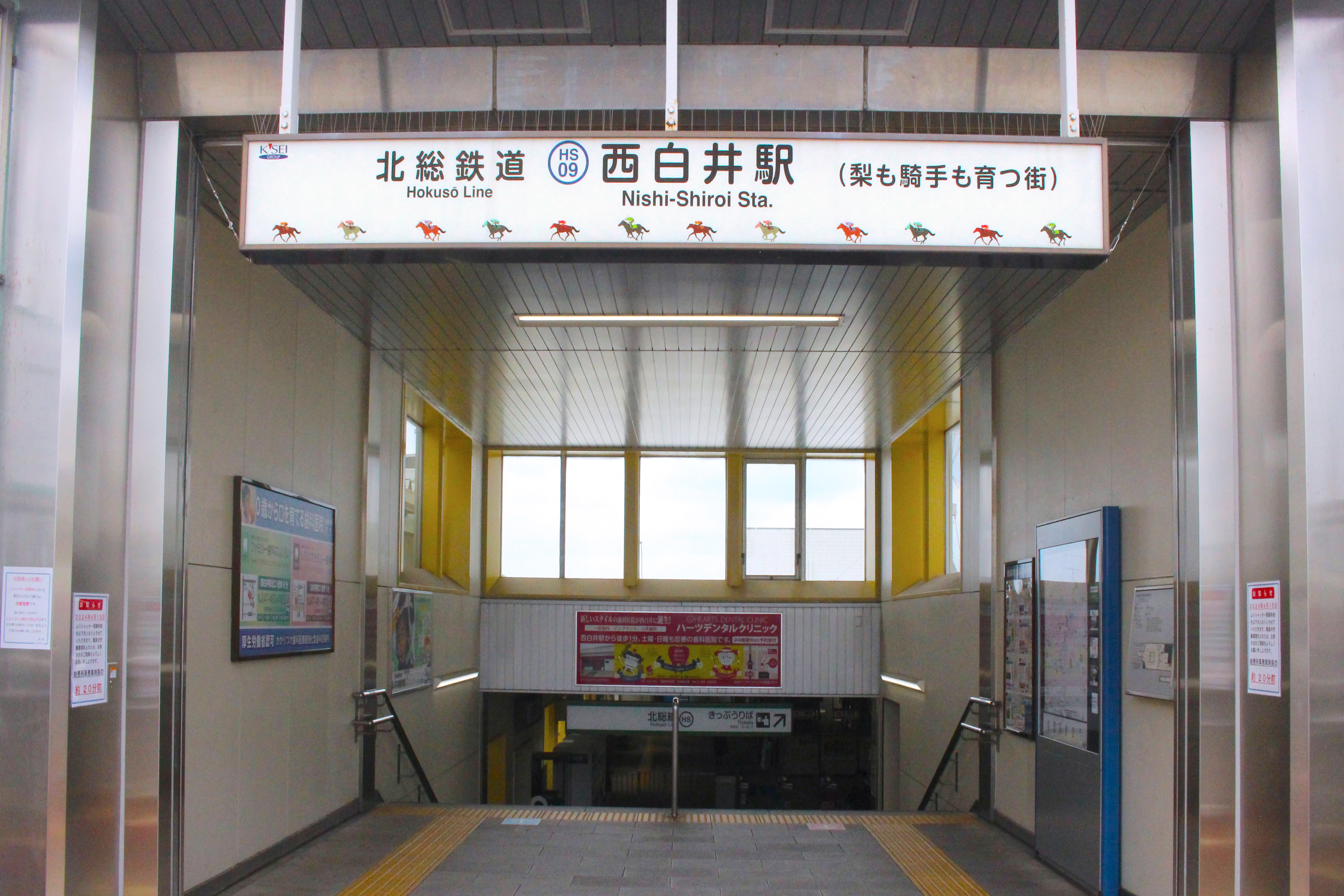
駅出入口（2024年8月）

西白井駅（にししろいえき）は、千葉県白井市根にある、北総鉄道北総線の駅である。駅番号はHS09。

## 歴史
千葉ニュータウンの最西部に位置する西白井地区の玄関口である。
- 1979年（昭和54年）3月9日：北総開発鉄道北総線の駅として開業。
- 1988年（昭和63年）4月1日：線名変更に伴い、北総・公団線の駅となる。
- 2004年（平成16年）7月1日：社名・線名変更に伴い、北総鉄道北総線の駅となる。
- 2010年（平成22年）7月17日：駅番号 (HS09) が付される。
- 2022年（令和4年）3月25日：副駅名「梨も騎手も育つ街」を導入[2]。

## 駅構造
島式ホーム1面2線を有する地上駅で、橋上駅舎を持つ。国道464号線に挟まれ、掘割の両側から伸びる橋の中央部分に駅舎がある。駅構内にはエレベーターとエスカレーター（昇り）1基が設置されている。改札前には売店があったが廃止後撤去された。
2000年に印旛車両基地の供用を開始するまでは、駅に併設された留置線を北総線の車庫として使用していた。その後、大半の設備が撤去され、現在は一部を保線用基地として使用している。

### のりば
| 番線 | 路線   | 方向 | 行先                                                                               |
| ---- | ------ | ---- | ---------------------------------------------------------------------------------- |
| 1    | 北総線 | 上り | 新鎌ヶ谷・東松戸・京成高砂・押上・ 浅草・日本橋・西馬込・品川・ 羽田空港・横浜方面 |
| 2    | 北総線 | 下り | 千葉ニュータウン中央・印西牧の原・ 印旛日本医大・ 成田空港方面                     |

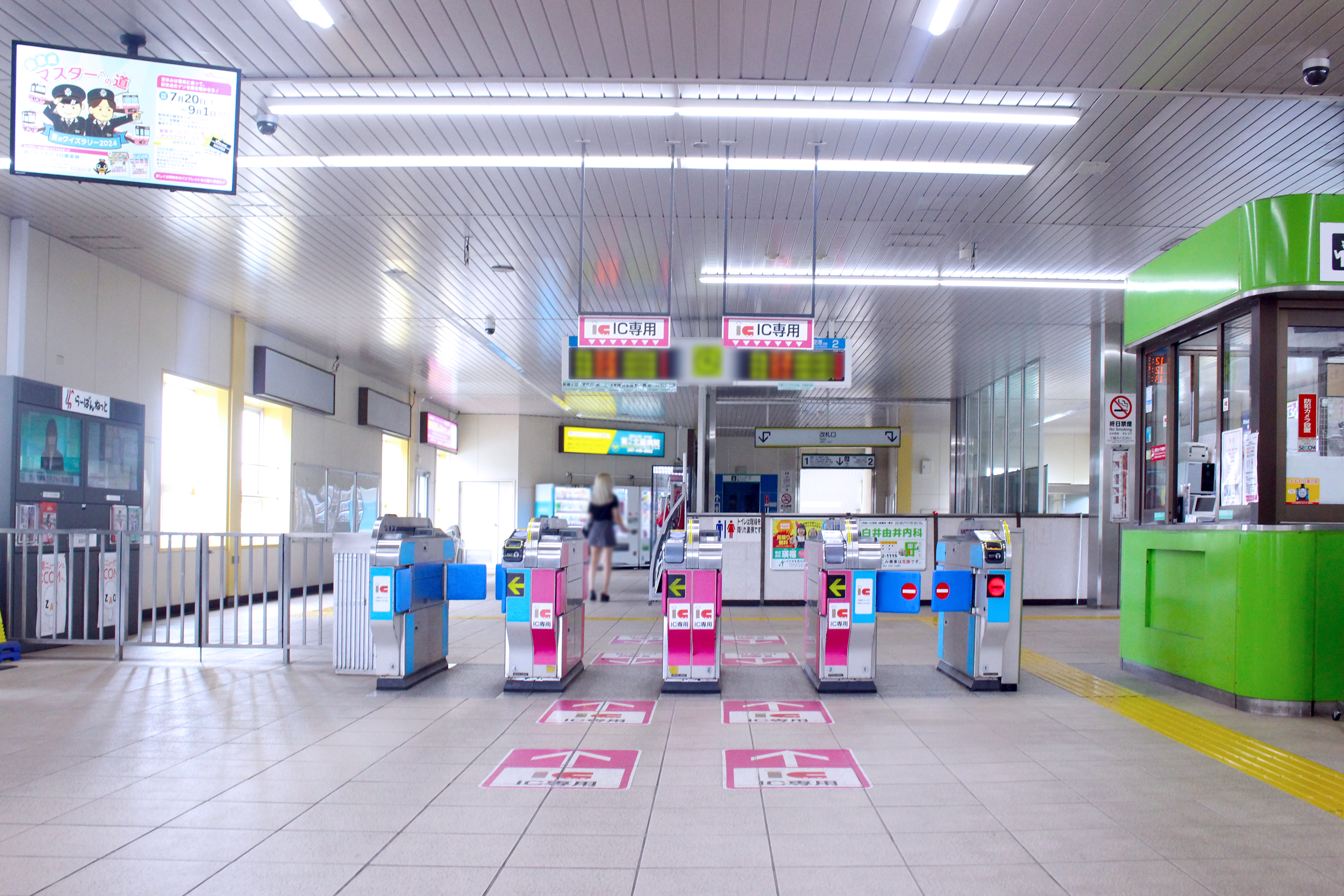
改札口（2024年8月）
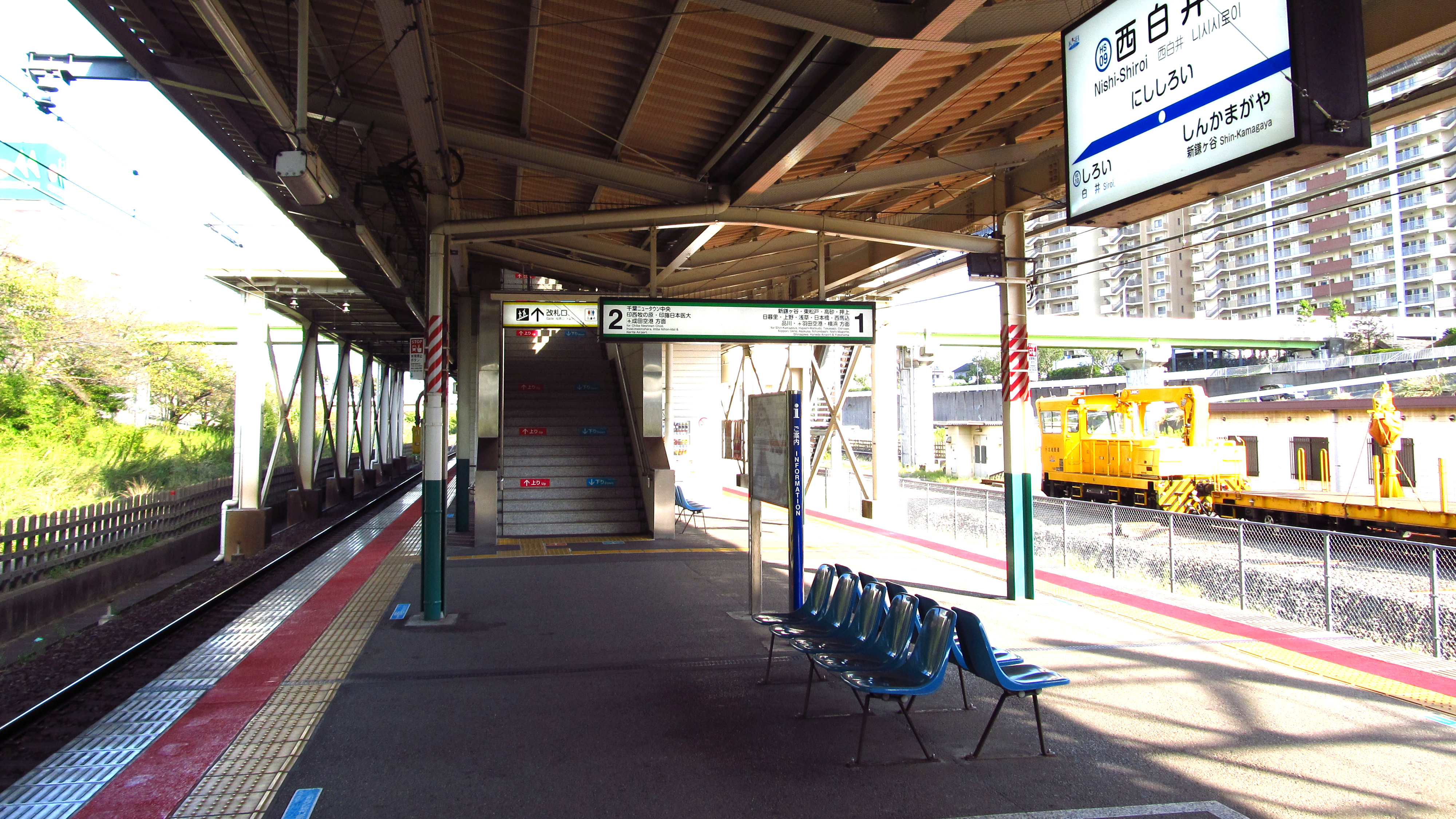
駅ホーム（2019年10月）
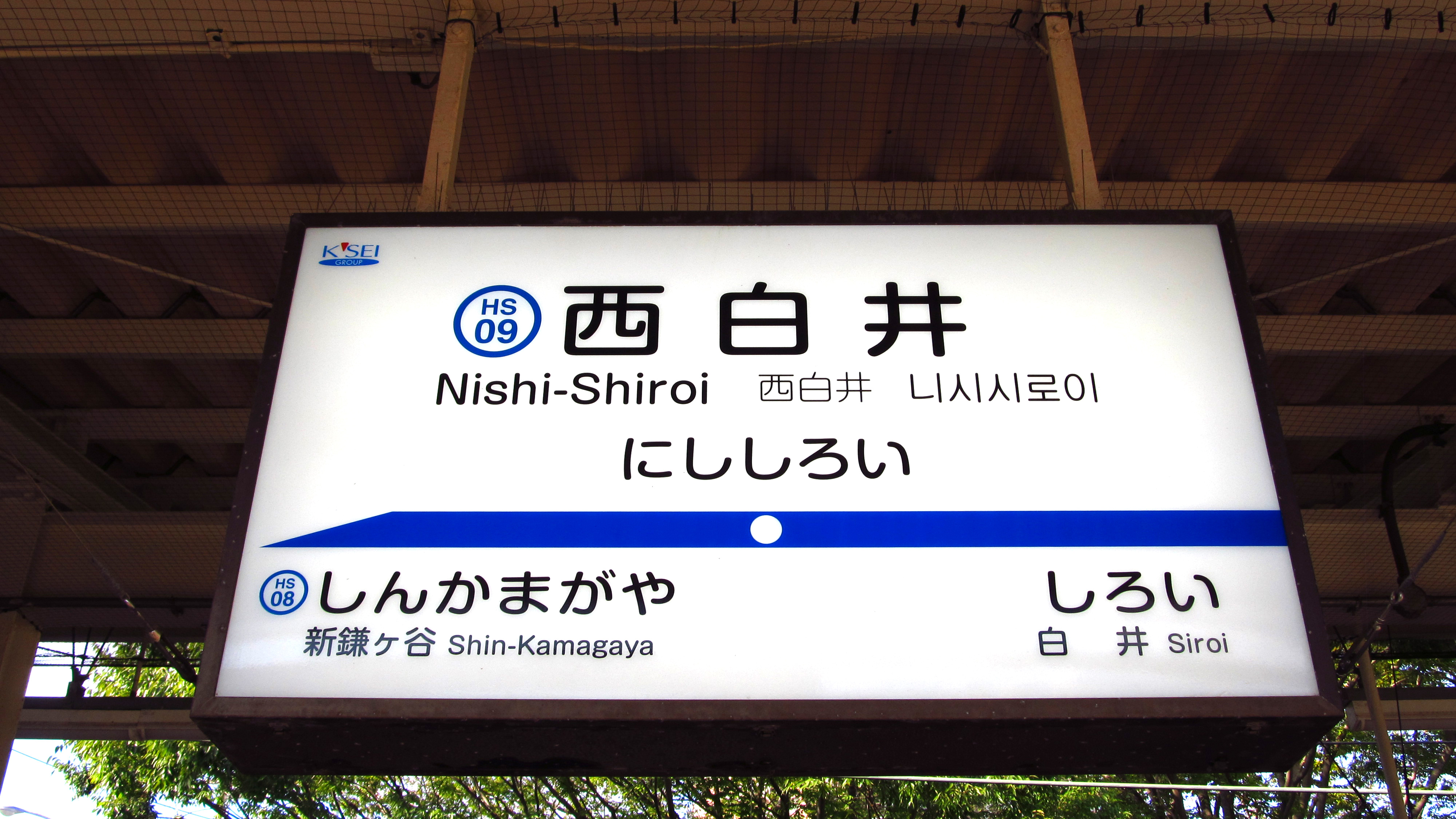
駅名標（2019年10月）

## 利用状況
2022年度の1日平均乗車人員は5,804人。
近年の一日平均乗車人員推移は下表の通り。
| 年度               | 一日平均 乗車人員 |
| ------------------ | ----------------- |
| 2007年（平成19年） | 6,387             |
| 2008年（平成20年） | 6,401             |
| 2009年（平成21年） | 6,305             |
| 2010年（平成22年） | 6,240             |
| 2011年（平成23年） | 6,089             |
| 2012年（平成24年） | 6,147             |
| 2013年（平成25年） | 6,216             |
| 2014年（平成26年） | 6,077             |
| 2015年（平成27年） | 6,202             |
| 2016年（平成28年） | 6,273             |
| 2017年（平成29年） | 6,409             |
| 2018年（平成30年） | 6,432             |
| 2019年（令和元年） | 6,306             |
| 2020年（令和02年） | 4,797             |
| 2021年（令和03年） | 4,935             |
| 2022年（令和04年） | 5,804             |

## 駅周辺

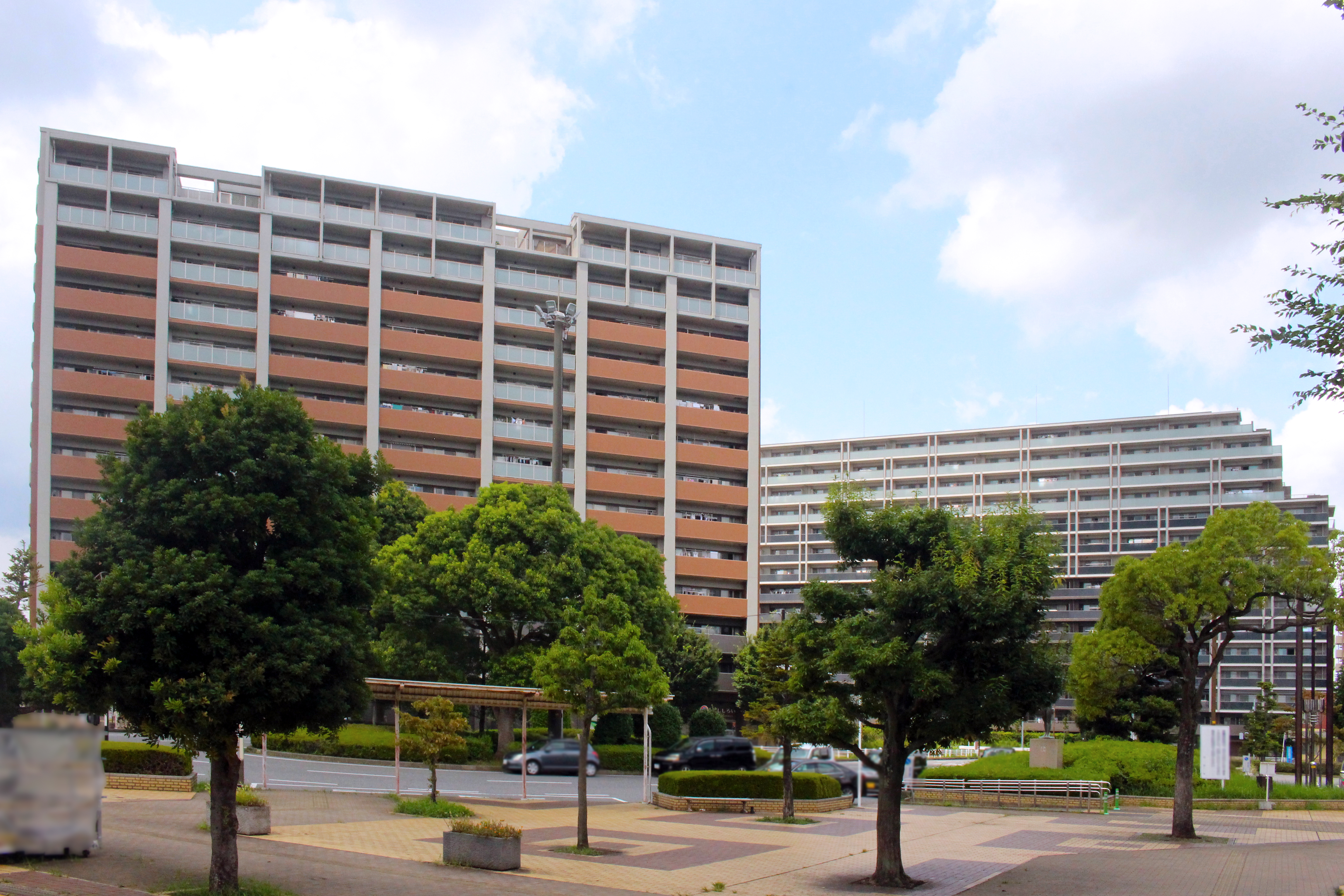
北口駅前広場（2024年8月）

千葉ニュータウンで最初に入居が開始されたエリアであり、周辺は1979年の駅開業に合わせて街びらきが行われた。駅周辺には、国道464号、千葉県道191号西白井停車場線が走り、マンションや住宅地が多く点在している。北口側にはマルエツと商店街「西白井駅前サンロード」、白井市の公共施設「西白井複合センター」と大ロータリー、京葉銀行と郵便局、交番などがある。南口側には小ロータリーがあり、さらに東方面に進むと日本中央競馬会 (JRA) 競馬学校がある。自転車駐輪場は駅の南北双方にある。南西には鎌ケ谷市との境界がある。
周辺施設
- 七次川調整池（白鳥飛来地）
- 西白井複合センター
- 白井市冨士センター
- 印西地区消防組合西白井消防署
- 日本中央競馬会競馬学校
- 中央自動車大学校 白井キャンパス
- 白井市立大山口中学校
- 白井市立清水口小学校
- 白井市立白井第三小学校
- 西白井駅前郵便局
- 京葉銀行白井支店
- 西白井駅前サンロード

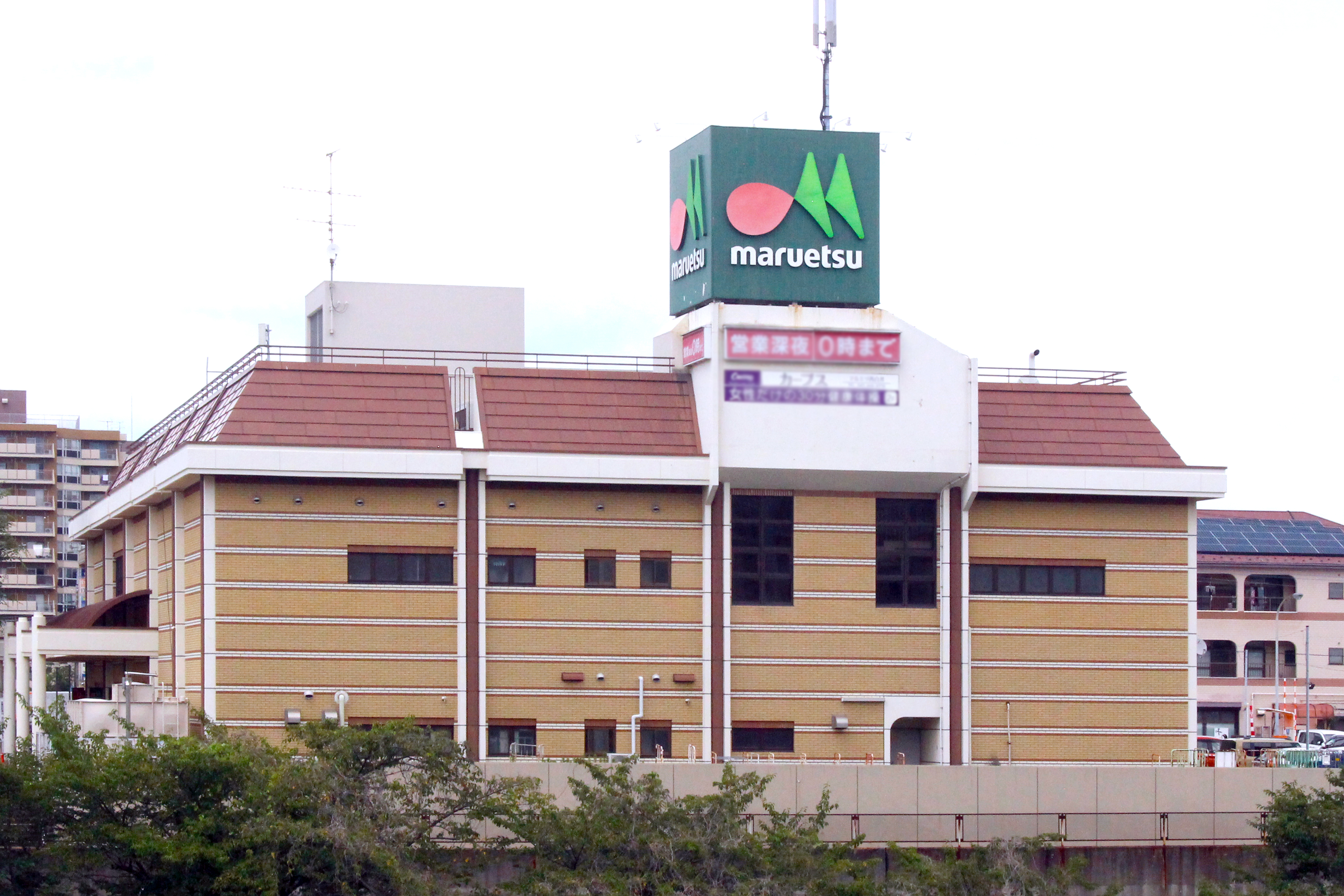
マルエツ 西白井店
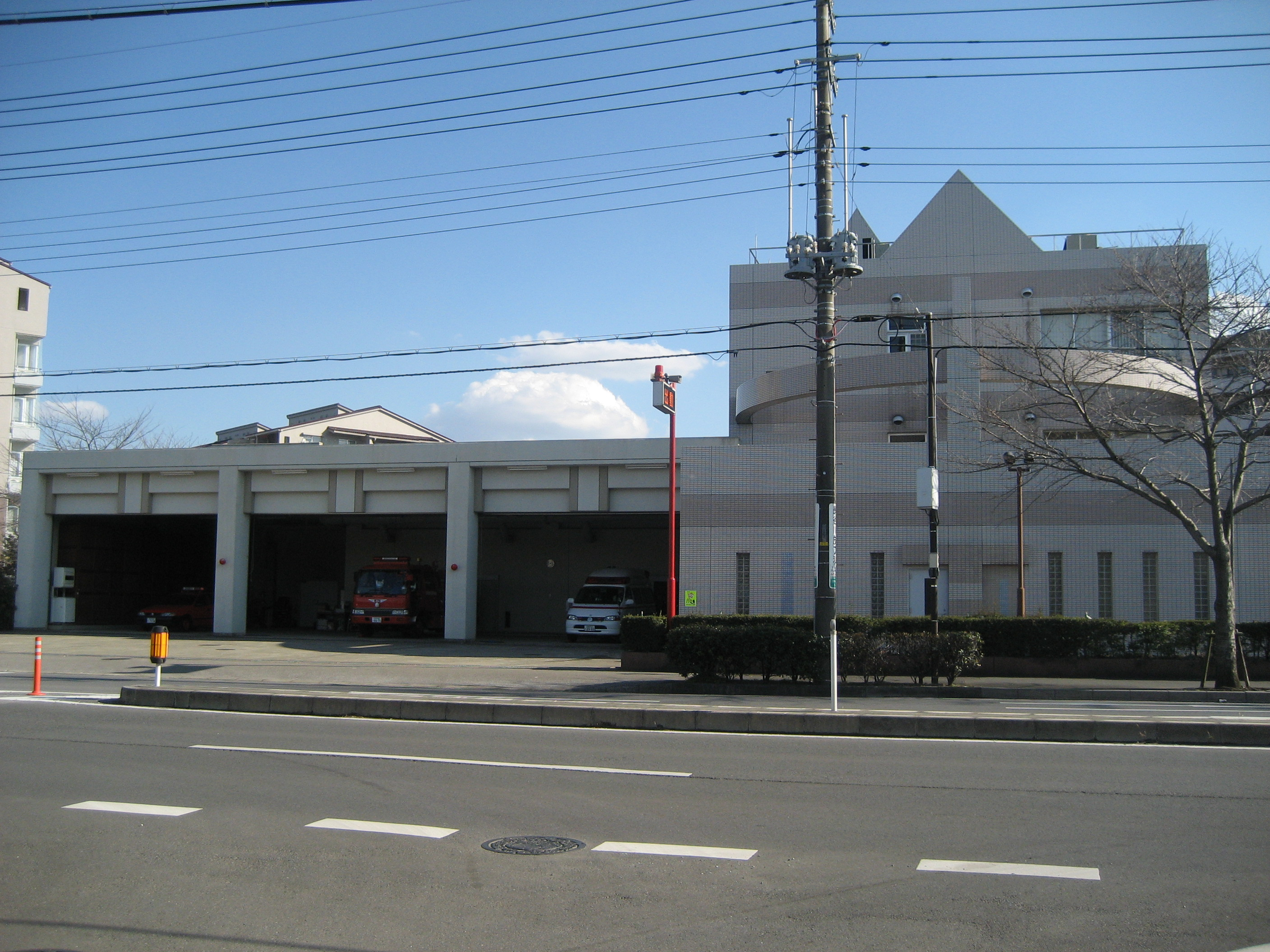
印西地区消防組合西白井消防署

- ランドロームフードマーケット 西白井店
- ビッグ・エー 西白井店
- マツモトキヨシ 西白井店
- ダイソー 西白井店
- ファッションセンターしまむら 白井店
- ウエルシア 西白井店
- カフェ アンズハウス
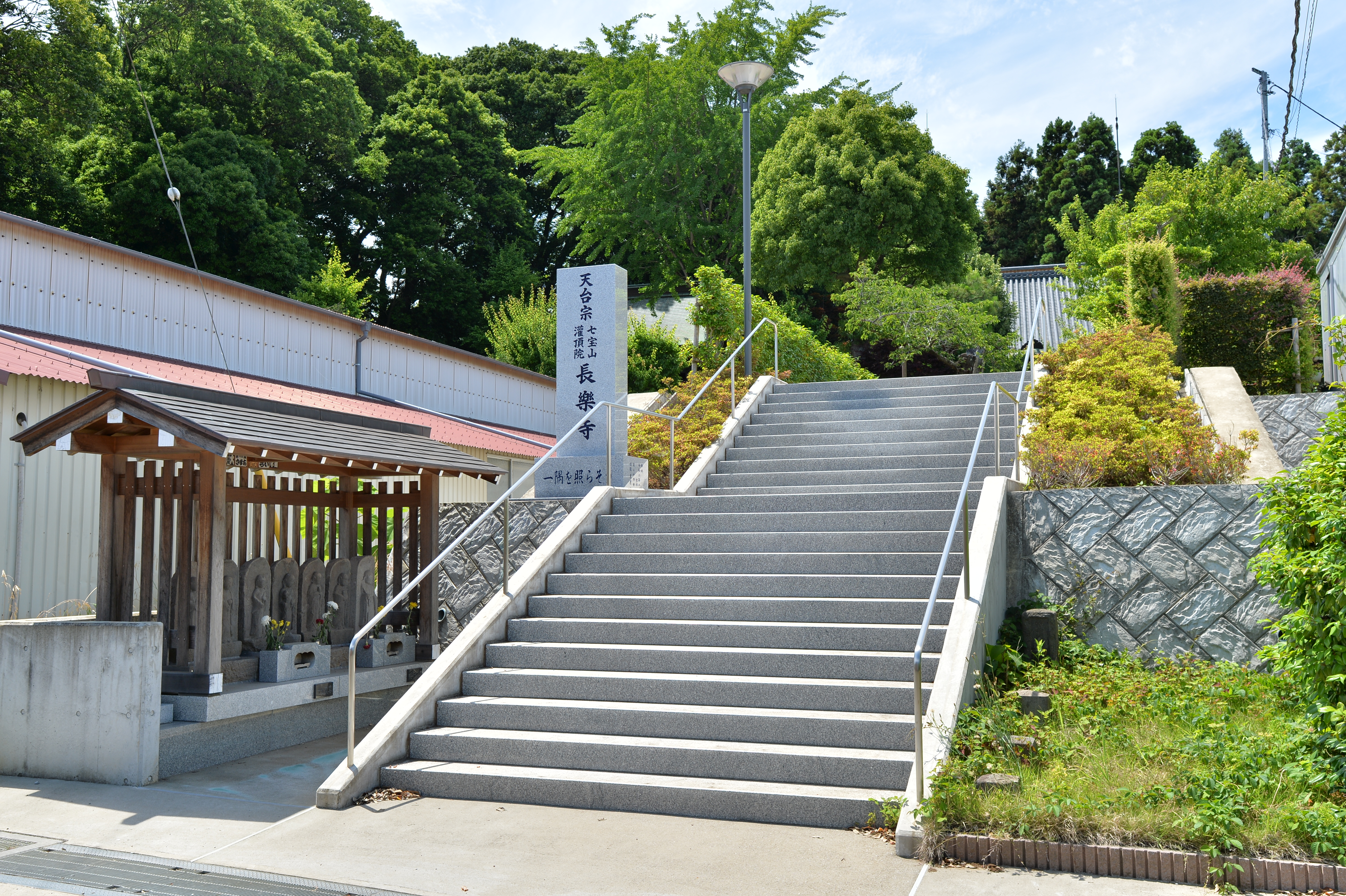
長楽寺
- さんらいずゴルフレンジ
- ウエストグリーンテニスクラブ

- マルエツ 西白井店
- 印西地区消防組合西白井消防署
- 長楽寺

## バス路線
停留所名は、京成バス千葉ウエストが「西白井駅」、生活バスちばにうが「西白井駅北口」、白井市コミュニティバス「ナッシー号」が「西白井駅」と「西白井サンロード」（サンロード商店街を抜けた県道沿い）である。南行の船橋新京成バスは全便が鎌ヶ谷大仏駅行である。以前は船橋駅（二和道・夏見台団地経由）への直通便も設定されていた。
北口
- 京成バス千葉ウエスト
  - 西白井線
    - [鎌10]・[西白01]：根、清水口経由ニュータウン七次台行き
    - [鎌10]・[鎌12]：ひょうたん経由鎌ヶ谷大仏行き

  - 白井市コミュニティバス「ナッシー号」 
    - 西ルート
      - 七次・白井駅北口経由白井市役所行き

    - 南ルート
      - 北総白井病院入口・白井駅南口経由白井市役所行き

    - 北ルート
      - 白井聖地公園方面行き
      - 白井駅北口経由白井市役所行き

## その他
- 北総線は新鎌ヶ谷駅（鎌ケ谷市）から当駅の間で柏市の飛地（藤ケ谷）を通過するが、駅はない。
- 駅前に北総線の回数券をバラ売りする自販機があった。他の私鉄と比べて高額な運賃を背景にチケット業者が設置した[3]。
- 『群青のファンファーレ』（2022年放送）主人公達が使う駅として、当駅が登場している。
- 『私はやってない!痴漢えん罪殺人連鎖』（2002年放送）にて登場しており、9100形の到着も撮影されている。

## 隣の駅
北総鉄道
 北総線
■特急・■普通
新鎌ヶ谷駅 (HS08) - 西白井駅 (HS09) - 白井駅 (HS10)
※成田スカイアクセス線との共用区間ではあるが、当駅には京成電鉄が運行する列車は停車しない。

※当駅から新鎌ヶ谷駅の距離は3kmを越すため、初乗り運賃が310円（ICカードで309円）であり、首都圏としては割高な初乗り運賃となる。